# カール・トリアナ
カール・ルイス・トリアナ（Karl Lewis Triana、1992年10月7日 - ）は、コロンビア共和国ボリーバル県カルタヘナ出身のプロ野球選手(投手)。

## 経歴

### プロ入りとダイヤモンドバックス傘下時代
2010年11月20日にアリゾナ・ダイヤモンドバックスとマイナー契約を結び、プロ入りを果たした。
2011年は、傘下ルーキーリーグのドミニカン・サマーリーグ・ダイヤモンドバックスで12試合(11試合で先発)登板し、3勝5負、防御率3.06、45奪三振を記録した。
2012年は、まず傘下アドバンスルーキーリーグのミズーラ・オスプレイでプレーした。ここでは、14試合に先発登板し、5勝3負、防御率5.64、59奪三振を記録した。これと、傘下ルーキーリーグのアリゾナリーグ・ダイヤモンドバックスでもプレーした。ここでは、1試合に先発登板した。オフの11月には、第3回WBC予選のコロンビア代表に選出された。
2013年は、まず傘下アドバンスルーキーリーグのミズーラ・オスプレイでプレーした。ここでは、2試合(1試合で先発)登板し、0勝1負、防御率5.68、3奪三振を記録した。その後、傘下ショートシーズンAのヒルズボロ・ホップスへ昇格した。ここでは、4試合(3試合で先発)登板し、1勝1負、防御率4.60、11奪三振を記録した。7月11日に解雇された。

### ダイヤモンドバックス退団後
2016年3月11日に第4回WBC予選のコロンビア代表に選出されたことが発表され2大会連続2度目の選出を果たした。

## 詳細情報

### 代表歴
- 2013 ワールド・ベースボール・クラシック・コロンビア代表
- 2017 ワールド・ベースボール・クラシック・コロンビア代表